# Micrapatetis
Micrapatetis là một chi bướm đêm thuộc họ Noctuidae.

## Các loài
- Micrapatetis albiviata Hampson, 1910
- Micrapatetis flavipars Hampson, 1910
- Micrapatetis icela Turner, 1920
- Micrapatetis leucozona Turner, 1902
- Micrapatetis orthozona Meyrick, 1897
- Micrapatetis pyrastis Hampson, 1910